# Ripidúrids
Els ripidúrids (Rhipiduridae) són una família d'ocells de l'ordre dels passeriformes, formada pel gènere Rhipidura, d'Austràlia i Àsia meridional, i el gènere Lamprolia, endèmic de Fiji. Modernament s'ha inclòs també el gènere Chaetorhynchus, propi de Nova Guinea.

## Llistat degèneresiespècies
Segons la classificació del Congrés Ornitològic Internacional (versió 13.1 2023) conté 55 espècies en 4 gèneres:
- Gènere Rhipidura, amb 50 espècies.
- Gènere Lamprolia, amb dues espècies.
- Gènere Chaetorhynchus, amb una espècie: drongo cua de ventall (Chaetorhynchus papuensis).
- Gènere Eutrichomyias, amb una espècie: monarca de Rowley (Eutrichomyias rowleyi).